# Hercostomus rohdendorfi
Hercostomus rohdendorfi är en tvåvingeart som beskrevs av Stackelberg 1934. Hercostomus rohdendorfi ingår i släktet Hercostomus och familjen styltflugor. Inga underarter finns listade i Catalogue of Life.